# Góreccy
Góreccy – album orkiestry Sinfonia Varsovia pod dyrekcją Jerzego Maksymiuka, z udziałem pianistki Anny Góreckiej, wydany 6 grudnia 2018 przez Sinfonię Varsovię i Warner Music Poland (Warner Classics 01902 9 55705 57). Zawiera utwory spokrewnionych wybitnych kompozytorów: syna – Mikołaja Góreckiego („Orfeusz i Eurydyka”) i ojca – Henryka Mikołaja Góreckiego („Dwa Postludia Tristanowskie i Chorał op. 82 na orkiestrę”, „Małe Requiem dla pewnej Polki op. 66”). Nominacja do Fryderyka 2020 w kategorii «Album Roku Muzyka Symfoniczna».

## Lista utworów
| Góreccy – 2018 | Góreccy – 2018                                                                    | Góreccy – 2018         | Góreccy – 2018 |
| Nr             | Tytuł utworu                                                                      | Muzyka                 | Długość        |
| -------------- | --------------------------------------------------------------------------------- | ---------------------- | -------------- |
| 1.             | „Orpheus and Eurydice: I. Lamentoso”                                              | Mikołaj Górecki        | 5:51           |
| 2.             | „Orpheus and Eurydice: II. Agitato”                                               | Mikołaj Górecki        | 8:04           |
| 3.             | „Orpheus and Eurydice: III. Lento”                                                | Mikołaj Górecki        | 7:56           |
| 4.             | „Two Tristan Postludes and Chorale Op. 82: Postlude I - Lento”                    | Henryk Mikołaj Górecki | 7:25           |
| 5.             | „Two Tristan Postludes and Chorale Op. 82: Postlude II - Lento”                   | Henryk Mikołaj Górecki | 12:15          |
| 6.             | „Two Tristan Postludes and Chorale Op. 82: Chorale I - Largo cantabile”           | Henryk Mikołaj Górecki | 3:25           |
| 7.             | „Little Requiem for a Certain Polka Op. 66: I. Tranquillo”                        | Henryk Mikołaj Górecki | 7:42           |
| 8.             | „Little Requiem for a Certain Polka Op. 66: II. Allegro impetuoso – Marcatissimo” | Henryk Mikołaj Górecki | 5:16           |
| 9.             | „Little Requiem for a Certain Polka Op. 66: III. Allegro – Deciso Assai”          | Henryk Mikołaj Górecki | 2:34           |
| 10.            | „Little Requiem for a Certain Polka Op. 66: IV. Adagio – Cantabile”               | Henryk Mikołaj Górecki | 5:32           |
|                |                                                                                   |                        | 1:06:00        |

## Wykonawcy
- Sinfonia Varsovia – orkiestra
- Jerzy Maksymiuk – dyrygent
- Anna Górecka – fortepian